# Sipos Ete Álmos
Sipos Ete Álmos (Budapest, 1937 – 2015. szeptember 7.) református lelkipásztor, egyházi író.

## Életpályája
Budapesten született. Édesapja, Dr. Sipos István is lelkipásztor volt. Egy leány- és négy fiútestvére közül mindegyik fiú lelkipásztori pályára került. Feleségével tizenegy gyermeket neveltek fel, akik közül négy fiú, Sipos Ete Zoltán, Sipos Aba Álmos, Sipos Ajtony Levente és Sipos Alpár Szabolcs szintén református teológiát végzett.
Sárospatakon és Kisújszálláson végezte el a középiskolát. A Budapesti Református Teológiát 1961-ben fejezte be. 2007-ben PhD-t szerzett az Utrechti Egyetem teológiai fakultásán missziológiai tudományokból.

## Munkássága
Huszonnyolc évig Tápiószelén, tizenhat évig a budapesti Nagyvárad téri református gyülekezetben szolgált lelkipásztorként egészen 2008-as nyugdíjba vonulásáig, amikor feleségével együtt Tápiószelére költözött.
A Biblia Szövetség alapító tagja, sokáig főtitkára és bibliaiskolai tanára. Művei az Ébredés Alapítvány kiadásában jelentek meg.

## Kiadott könyvei
- Biztos pont egy bizonytalan világban (Sípos Ete Zoltánnal közösen)
- Csodahit, jövőhit, Isten-hit
- Európai Unió keresztyén szemmel
- Haragszik az Isten?
- Ne légy házasságtörő!
- Nem azé, aki akarja (Sípos Ete Zoltánnal közösen)
- Örök kérdések
- Az igazsághoz ragaszkodva

## Kitüntetése
- A Magyar Érdemrend középkeresztje a csillaggal (2012)